# Meryl Streep
Meryl Streep (Summit, New Jersey, 1949. június 22. –) háromszoros Oscar- és nyolcszoros Golden Globe-díjas amerikai színésznő, akinek alakításai filmekben, televízióban és színházban egyaránt láthatók. 21 jelölésével ő a legtöbbször jelölt színésznő az Oscar-díj történetében, amelyből hármat váltott győzelemre (Kramer kontra Kramer, Sophie választása és A Vaslady) és 34 jelölésével szintén a legtöbbször jelölt színésznő a Golden Globe-díj történetében.

## Élete és pályafutása
1949. június 22-én született, Harry Streep és Mary Wolf gyermekeként. Anyjának angol és német felmenői vannak, apja ír származású.
Először a Vassar Főiskola diákjaként végzett, majd a Yale-en végezte el a drámaszakot 1975-ben. A diploma megszerzése után New Yorkba költözött, ahol színházban kezdett el dolgozni. Filmes karrierje 1977-ben kezdődött a Júlia című filmdráma epizódszerepével. Egy évvel később A szarvasvadász című filmben kapott nagyobb szerepet, amiért Oscar-díjra is jelölték. 1979-ben a Kramer kontra Kramer című filmdrámában egy férjét és fiát elhagyó nőt alakított, elnyerve első Oscarját. Megtanult hajót navigálni, hegedülni és ír táncokat előadni. Az 1982-es Sophie választása című holokauszt-témájú drámában nyújtott alakításáért újabb Oscar-díjat kapott. 1985-ben nagy sikerű alakítása volt a Távol Afrikától című filmben, Robert Redford oldalán.
1995-ben Clint Eastwood A szív hídjai című filmjében nyújtott alakítása visszahozta a rivaldafénybe.
2008 nyarán mutatták be a mozik a Mamma Mia! című filmmusicalt, Streep főszereplésével. A film az egész világon kasszasiker lett: 609 millió dollár összbevételt szerzett a mozikban és számos díjat megnyert. 2009. január 7-én az Amerikai Egyesült Államok legnagyobb közönségdíján, a People’s Choice Awards-on Streep kapta a legjobb dal elénekléséért járó díjat, amit 50 millió ember szavazata alapján ítéltek oda. A színésznő korábban már kilencszer elnyerte az elismerést. 
2009-ben a Hollywood Report Hollywood legjobban fizetett színésznőinek listáján harmadik helyezést ért el, 24 millió dolláros (4,6 milliárd forint) bevételével, amelynek zömét a Mamma Mia! filmmusicalnek köszönhette.
2011-ben A Vaslady címszerepéért ismét Oscar-díjat nyert (immáron 17. alkalommal jelölték a díjra). Az Egyesült Királyság első női miniszterelnökét, a visszavonult, Alzheimer-kóros, whiskeyző Margaret Thatchert alakítja benne olyan átérzéssel, hogy a film sokkal inkább szól színészi képességeiről, mint magáról a Vasladyről.
Politikai nézeteit illetően demokrata.

## Magánélete
1976-tól John Cazale színművésszel élt együtt, akivel 1978-ban el is jegyezték egymást, azonban Cazale még abban az évben rákban elhunyt. Fél évvel később (1978. szeptember 30-án) Streep férjhez ment Don Gummer szobrászművészhez, akinek tőle négy gyermeke született: Henry Wolfe Gummer (1979), Mary Villa (Mamie) Gummer (1983), Grace Jane Gummer (1986) és Louisa Jacobson Gummer (1991).

## Magyar hangjai
Leggyakrabban Ráckevei Anna (17 filmben), Kovács Nóra (14 filmben) és Bánsági Ildikó (12 filmben) kölcsönözte neki a hangját.

## Válogatott filmográfia

### Mozifilm
- 1977: Júlia
- 1978: A szarvasvadász
- 1979: Manhattan
- 1979: Joe Tynan megkísértése
- 1979: Kramer kontra Kramer
- 1981: A francia hadnagy szeretője
- 1982: Az éjszaka csendje
- 1982: Sophie választása
- 1983: Silkwood
- 1984: Zuhanás a szerelembe
- 1985: Bőség
- 1985: Távol Afrikától
- 1986: Féltékenység
- 1987: Gyomok között
- 1988: Sikoly a sötétben
- 1989: Nőstényördög
- 1990: Képeslapok a szakadékból
- 1991: Tranzit a mindenhatóhoz
- 1992: Jól áll neki a halál
- 1993: Kísértetház
- 1994: Veszélyes vizeken
- 1995: A szív hídjai
- 1996: A gyanú árnyéka
- 1996: Marvin szobája
- 1998: Pogánytánc
- 1998: Életem értelme
- 1999: A szív dallamai
- 2001: A. I. – Mesterséges értelem
- 2002: Adaptáció
- 2002: Az órák
- 2003: Túl közeli rokon
- 2004: A mandzsúriai jelölt
- 2004:  A balszerencse áradása
- 2005: Első a szerelem
- 2006: Az utolsó adás
- 2006: Az ördög Pradát visel
- 2006: Hangya Boy
- 2007: Sötét anyag
- 2007: Este
- 2007: Kiadatás
- 2007: Gyávák és hősök
- 2008: Mamma Mia!
- 2008: Kétely
- 2009: Julie és Julia – Két nő, egy recept
- 2009: A fantasztikus Róka úr
- 2009: Egyszerűen bonyolult
- 2010: Kutya egy élet
- 2011: A Vaslady
- 2012: Amit még mindig tudni akarsz a szexről
- 2013: Augusztus Oklahomában
- 2014: Az emlékek őre
- 2014: A kelletlen útitárs
- 2014: Vadregény
- 2015: Dübörög a szív
- 2015: A szüfrazsett
- 2016: Florence – A tökéletlen hang
- 2017: A Pentagon titkai
- 2018: Mamma Mia! Sose hagyjuk abba
- 2018: Mary Poppins visszatér
- 2019: Pénzmosó
- 2019: Kisasszonyok
- 2020: The Prom – A végzős bál
- 2020: Szabad szavak
- 2021: Ne nézz fel!

### Televízió
- 1978: Holocaust (A Weiss család története)
- 1997: Sohasem ártok
- 2003: Angyalok Amerikában
- 2010–2012: Web–terápia
- 2019: Hatalmas kis hazugságok
- 2023–2024: Gyilkos a házban

## Színdarabjai
| Év      | Darab                     | Szerep                     | Rendező                          |
| ------- | ------------------------- | -------------------------- | -------------------------------- |
| 1975    | Trelawny of the "Wells"   | Miss Imogen Parrott        | A. J. Antoon                     |
| 1976    | 27 Wagons Full of Cotton  | Flora Meighan              | Arvin Brown                      |
| 1976    | Két hétfő emléke          | Patricia                   | Arvin Brown                      |
| 1976    | Secret Service            | Edith Varney               | Daniel Freudenberger             |
| 1976    | V. Henrik                 | Katherine                  | Joseph Papp                      |
| 1976    | Szeget szeggel            | Isabella                   | John Pasquin                     |
| 1977    | Happy End                 | Lieutenant Lillian Holiday | Robert Kalfin and Patricia Birch |
| 1977    | Cseresznyéskert           | Dunyasa                    | Andrei Serban                    |
| 1978    | Alice in Concert          | Alice                      | Elizabeth Swados                 |
| 1978    | A makrancos hölgy         | Kate                       | Wilford Leach                    |
| 1979    | Taken in Marriage         | Andrea                     | Robert Allan Ackerman            |
| 1980-81 | Alice in Concert          | Alice                      | Joseph Papp                      |
| 2001    | Sirály                    | Irina Nyikolajevna         | Mike Nichols                     |
| 2006    | Kurázsi mama és gyermekei | Kurázsi mama               | George C. Wolfe                  |

## Jelentősebb díjak és jelölések

### Díjak
- 1978 – Emmy-díj – a legjobb színésznő TV-filmben (Holocaust (A Weiss család története))
- 1980 – Golden Globe-díj – a legjobb női epizódszereplő (Kramer kontra Kramer)
- 1980 – Oscar-díj – a legjobb női epizódszereplő (Kramer kontra Kramer)
- 1982 – Golden Globe-díj – a legjobb drámai színésznő (A francia hadnagy szeretője)
- 1983 – Golden Globe-díj – a legjobb drámai színésznő (Sophie választása)
- 1983 – Oscar-díj – a legjobb színésznő (Sophie választása)
- 2003 – Golden Globe-díj – a legjobb női epizódszereplő (Adaptáció)
- 2004 – Golden Globe-díj – a legjobb színésznő tv-filmben (Angyalok Amerikában)
- 2004 – Emmy-díj – a legjobb színésznő TV-filmben (Angyalok Amerikában)
- 2007 – Golden Globe-díj – a legjobb vígjáték- vagy musicalszínésznő (Az Ördög Pradát visel)
- 2010 – Golden Globe-díj – a legjobb vígjáték- vagy musicalszínésznő (Julie és Julia – Két nő egy recept)
- 2012 – Golden Globe-díj – a legjobb drámai színésznő (A Vaslady)
- 2012 – Oscar-díj – a legjobb színésznő (A Vaslady)
- 2017 – Emmy-díj – a legjobb narrátor (Five Came Back)
- 2017 – Cecil B. DeMille-életműdíj

### Jelölések
- 1979 – Golden Globe-jelölés – a legjobb női epizódszereplő (A szarvasvadász)
- 1979 – Oscar-jelölés – a legjobb női epizódszereplő (A szarvasvadász)
- 1982 – Oscar-jelölés – a legjobb színésznő (A francia hadnagy szeretője)
- 1984 – Golden Globe-jelölés – a legjobb drámai színésznő (Silkwood)
- 1984 – Oscar-jelölés – a legjobb színésznő (Silkwood)
- 1986 – Golden Globe-jelölés – a legjobb drámai színésznő (Távol Afrikától)
- 1986 – Oscar-jelölés – a legjobb színésznő (Távol Afrikától)
- 1988 – Oscar-jelölés – a legjobb színésznő (Gyomok között)
- 1989 – Golden Globe-jelölés – a legjobb drámai színésznő (Sikoly a sötétben)
- 1989 – Oscar-jelölés – a legjobb színésznő (Sikoly a sötétben)
- 1990 – Golden Globe-jelölés – a legjobb vígjáték- vagy musicalszínésznő (Nőstényördög)
- 1991 – Golden Globe-jelölés – a legjobb vígjáték- vagy musicalszínésznő (Képeslapok a szakadékból)
- 1991 – Oscar-jelölés – a legjobb színésznő (Képeslapok a szakadékból)
- 1995 – Golden Globe-jelölés – a legjobb drámai színésznő (Veszélyes vizeken)
- 1996 – Golden Globe-jelölés – a legjobb drámai színésznő (A szív hídjai)
- 1996 – Oscar-jelölés – a legjobb színésznő (A szív hídjai)
- 1997 – Golden Globe-jelölés – a legjobb drámai színésznő (Marvin szobája)
- 1998 – Golden Globe-jelölés – a legjobb színésznő tv-filmben (…sohasem ártok)
- 1999 – Golden Globe-jelölés – a legjobb drámai színésznő (Életem értelme)
- 1999 – Oscar-jelölés – a legjobb színésznő (Életem értelme)
- 2000 – Golden Globe-jelölés – a legjobb drámai színésznő (A szív dallamai)
- 2000 – Oscar-jelölés – a legjobb színésznő (A szív dallamai)
- 2003 – Golden Globe-jelölés – a legjobb drámai színésznő (Az órák)
- 2003 – Oscar-jelölés – a legjobb női epizódszereplő (Adaptáció)
- 2005 – Golden Globe-jelölés – a legjobb női epizódszereplő (A mandzsúriai jelölt)
- 2007 – Oscar-jelölés – a legjobb színésznő (Az Ördög Pradát visel)
- 2009 – Golden Globe-jelölés – a legjobb vígjáték- vagy musicalszínésznő (Mamma Mia!)
- 2009 – Golden Globe-jelölés – a legjobb drámai színésznő (Kétely)
- 2009 – Oscar-jelölés – a legjobb színésznő (Kétely)
- 2010 – Golden Globe-jelölés – a legjobb vígjáték- vagy musicalszínésznő  (Egyszerűen bonyolult)
- 2010 – Oscar-jelölés – a legjobb színésznő (Julie és Julia – Két nő egy recept)
- 2013 – Golden Globe-jelölés – a legjobb vígjáték- vagy musicalszínésznő (Augusztus Oklahomában)
- 2013 – Oscar-jelölés – a legjobb színésznő (Augusztus Oklahomában)
- 2015 – Golden Globe-jelölés – a legjobb női epizódszereplő (Vadregény)
- 2015 – Oscar-jelölés – a legjobb női epizódszereplő (Vadregény)
- 2017 – Golden Globe-jelölés – a legjobb vígjáték- vagy musicalszínésznő (Florence – A tökéletlen hang)
- 2017 – Oscar-jelölés – a legjobb színésznő (Florence – A tökéletlen hang)
- 2018 – Golden Globe-jelölés – a legjobb drámai színésznő (A Pentagon titkai)
- 2018 – Oscar-jelölés – a legjobb színésznő (A Pentagon titkai)
- 2020 – Emmy-jelölés – legjobb drámai színésznő (Hatalmas kis hazugságok)
- 2024 – Golden Globe-jelölés – a legjobb női mellékszereplő (televíziós sorozat) (Gyilkos a házban)
- 2024 – Primetime Emmy-jelölés – a legjobb női mellékszereplő (televíziós sorozat) (Gyilkos a házban)